# German Bowl XXXIX
Der German Bowl XXXIX, das Endspiel der German Football League (GFL) in der Saison 2017, fand am 7. Oktober 2017 im Berliner Friedrich-Ludwig-Jahn-Sportpark statt.
Zum vierten Male in Folge standen sich die Meister der GFL Nord, die New Yorker Lions aus Braunschweig, sowie der GFL Süd, die Schwäbisch Hall Unicorns, gegenüber. Nach drei Siegen in Folge für die elffachen Rekordmeister und fünffachen Eurobowl-Sieger konnten sich im strömenden Regen und nach einigen Ballverlusten auf beiden Seiten diesmal die Unicorns mit 14:13 durchsetzen und somit ihre dritte Meisterschaft in sieben Jahren erringen.
Nach einem 7:13-Rückstand zur Halbzeit hatte der Haller Quarterback Marco Ehrenfried, einer der wenigen Nicht-Amerikaner auf der Spielmacherposition in der GFL, einen Pass von der eigenen 25-Yard-Linie ca. 50 Yards (45 Meter) weit auf Tyler Rutenbeck geworfen, den dieser in vollem Lauf fing und die restlichen 25 Yards in die Endzone trug. Der Extrapunktkick war erfolgreich und sollte am Ende der Siegtreffer sein, denn Sekunden vor Spielende wurde ein Field-Goal-Versuch von der Haller Abwehr vereitelt. Davor hatte der Braunschweiger Kicker bereits einen Field-Goal-Versuch vergeben.
Obwohl Ehrenfried (10 von 19 Passversuchen erfolgreich, 3 Interceptions) zwei Touchdown-Pässe geworfen hat und mit insgesamt 198 Passyards den Hauptanteil an der Haller Offense beisteuerte, die nur 39 Yards mit Ballträgern gewann, wurde der Lions-Runningback David McCants, der 151 Yards und beide Touchdowns erlaufen hat, zum zweiten Mal in seiner Karriere zum MVP im German Bowl ernannt. Sein Quarterback Casey Therriault, bereits dreifacher German-Bowl-MVP, konnte 153 Yards durch Würfe beitragen, die aber nicht in der Haller Endzone endeten.

## Der Weg zum German Bowl
Die Viertelfinalspiele fanden am 16. und 17. September 2017 statt. Die Halbfinalspiele fanden am 23. September 2017 statt und in ihnen setzten sich jeweils der Nordmeister bzw. der Südmeister durch. Einzige größere Überraschung der Play-offs waren die Frankfurt Universe, die zum ersten Mal bis ins Halbfinale vorstoßen konnten, womit für die Dresden Monarchs zum ersten Mal seit 2012 bereits im Viertelfinale Endstation war. In allen anderen Viertel- wie Halbfinalspielen setzen sich jeweils erwartungsgemäß die Favoriten durch.
| Viertelfinale 16./17. Sep. 2017 | Viertelfinale 16./17. Sep. 2017 | Viertelfinale 16./17. Sep. 2017 |    |                        | Halbfinale 23. Sep. 2017 | Halbfinale 23. Sep. 2017 | Halbfinale 23. Sep. 2017 |  |  | German Bowl XXXIX 7. Okt. 2017 | German Bowl XXXIX 7. Okt. 2017 | German Bowl XXXIX 7. Okt. 2017 |
|                                 |                                 |                                 |    |                        |                          |                          |                          |  |  |                                |                                |                                |
| 1N                              | New Yorker Lions                | 47                              |    |                        |                          |                          |                          |  |  |                                |                                |                                |
| 4S                              | Ingolstadt Dukes                | 6                               |    |                        |                          |                          |                          |  |  |                                |                                |                                |
| 4S                              | Ingolstadt Dukes                | 6                               | 1N | New Yorker Lions       | 23                       |                          |                          |  |  |                                |                                |                                |
|                                 |                                 |                                 | 1N | New Yorker Lions       | 23                       |                          |                          |  |  |                                |                                |                                |
|                                 | 2S                              | Frankfurt Universe              | 21 |                        |                          |                          |                          |  |  |                                |                                |                                |
| 2S                              | 2S                              | Frankfurt Universe              | 21 | Frankfurt Universe     | 26                       |                          |                          |  |  |                                |                                |                                |
| 2S                              |                                 |                                 |    | Frankfurt Universe     | 26                       |                          |                          |  |  |                                |                                |                                |
| 3N                              | Dresden Monarchs                | 16                              |    |                        |                          |                          |                          |  |  |                                |                                |                                |
| 3N                              | Dresden Monarchs                | 16                              | 1N | New Yorker Lions       | 13                       |                          |                          |  |  |                                |                                |                                |
|                                 |                                 |                                 |    | New Yorker Lions       | 13                       |                          |                          |  |  |                                |                                |                                |
|                                 | 1S                              | Schwäb. Hall Unicorns           | 14 |                        |                          |                          |                          |  |  |                                |                                |                                |
| 1S                              | 1S                              | Schwäb. Hall Unicorns           | 14 | Schwäb. Hall Unicorns  | 31                       |                          |                          |  |  |                                |                                |                                |
| 1S                              |                                 |                                 |    | Schwäb. Hall Unicorns  | 31                       |                          |                          |  |  |                                |                                |                                |
| 4N                              | Berlin Rebels                   | 24                              |    |                        |                          |                          |                          |  |  |                                |                                |                                |
| 4N                              | Berlin Rebels                   | 24                              | 1S | Schwäb. Hall Unicorns  | 33                       |                          |                          |  |  |                                |                                |                                |
|                                 |                                 |                                 | 1S | Schwäb. Hall Unicorns  | 33                       |                          |                          |  |  |                                |                                |                                |
|                                 | 2N                              | Kiel Baltic Hurricanes          | 11 |                        |                          |                          |                          |  |  |                                |                                |                                |
| 2N                              | 2N                              | Kiel Baltic Hurricanes          | 11 | Kiel Baltic Hurricanes | 28                       |                          |                          |  |  |                                |                                |                                |
| 2N                              |                                 |                                 |    | Kiel Baltic Hurricanes | 28                       |                          |                          |  |  |                                |                                |                                |
| 3S                              | Marburg Mercenaries             | 14                              |    |                        |                          |                          |                          |  |  |                                |                                |                                |

## Scoreboard
| Schwäbisch Hall Unicorns | New Yorker Lions | Team                     | Spielzug                                                              |
| ------------------------ | ---------------- | ------------------------ | --------------------------------------------------------------------- |
| 1. Quarter               |                  |                          |                                                                       |
| 0                        | 7                | New Yorker Lions         | 4-Yards-Touchdown-Lauf von D. McCants (PAT gut)                       |
| 7                        | 7                | Schwäbisch Hall Unicorns | 16-Yards-Touchdown-Pass von M. Ehrenfried auf N. Robitaille (PAT gut) |
| 2. Quarter               |                  |                          |                                                                       |
| 7                        | 13               | New Yorker Lions         | 4-Yards-Touchdown-Lauf von D. McCants (PAT fumbled)                   |
| 3. Quarter               |                  |                          |                                                                       |
| 14                       | 13               | Schwäbisch Hall Unicorns | 70-Yards-Touchdown-Pass von M. Ehrenfried auf T. Rutenbeck (PAT gut)  |
| 4. Quarter               |                  |                          |                                                                       |
| 14                       | 13               |                          |                                                                       |